# Теннант, Джорджия
Джорджия Элизабет Теннант (англ. Georgia Elizabeth Tennant, девичья фамилия — Моффетт (англ. Moffett), род. 25 декабря 1984, Лондон) — английская актриса и продюсер.

## Биография
Джорджия Моффетт родилась 25 декабря 1984 года в Западном Лондоне в семье актёров Питера Дэвисона (настоящее имя — Питер Моффетт) и Сандры Дикинсон (девичья фамилия — Сирлс). Отцом Дикинсон был один из пионеров психиатрии Гарольд Сирлс. Моффетт посещала школу Святого Эдварда в Оксфорде.

### Карьера
Моффетт дебютировала на телевидении в возрасте 15 лет в 1999 году в сериале «Пиковая практика», играя Ники Дэви. В 2004—2005 годах играла Алису Хардинг в сериале «Там, где сердце», а также выступала вместе со своим отцом, Питером Дэвисоном, в сериалах «Страх, стресс и гнев» и «Последний детектив».
В 2007 году состоялся её театральный дебют в роли Матильды Верлена в спектакле «Тотальное затмение».
В мае 2008 года Моффетт снялась в роли Дженни, клонированной дочери Доктора, в серии «Дочь Доктора» сериала «Доктор Кто», где в роли десятого Доктора был Дэвид Теннант. Её отец Питер Дэвисон ранее играл пятое воплощение Доктора. В августе 2008 года Моффетт снялась в одной из серий сериала «Призраки: Код 9» на канале BBC Three в роли Кайли Римской.
В 2009 году она озвучила роль Кэсси Райс в анимированных приключениях «Доктор Кто: Земля грёз», а также изобразила Леди Вивиан в серии «Сладкие грёзы» сериала «Мерлин».
В июне 2010 года выступала в небольшой пьесе Кюри, а также сыграла эпизодическую роль жены одного младшего детектива в телевизионной драме «Торн».
В марте 2011 года получила роль Эммы в британском ситкоме «White Van Man», который длился два сезона, прежде чем был закрыт. В мае 2012 года Джорджия дебютировала в спектакле «Что видел дворецкий» в театре Водевиль в Лондоне.
В ноябре 2013 года она спродюсировала вебкаст «The Five(ish) Doctors Reboot», посвящённый 50-летию сериала «Доктор Кто», в котором также сыграла одну из ролей. В титрах актриса была указана под замужним именем Джорджии Теннант.
Джорджия также под фамилией мужа спродюсировала и снялась в короткометражном фильме «96 способов сказать, что я тебя люблю», в котором также снялся её муж Дэвид Теннант. Премьера фильма состоялась на Лондонском независимом кинофестивале в апреле 2015 года. В 2017 году она вернулась к актёрской деятельности, появившись в мини-сериале Би-би-си «Во тьме», в титрах которого указана как Джорджия Теннант.

### Личная жизнь
27 марта 2002 года у Джорджии родился первый сын Тай Питер Моффетт-Мартин (после усыновления Дэвидом Теннантом — Тай Питер Теннант). Вместе с сыном Джорджия появилась в британском реалити-шоу «Четыре свадьбы» и в серии «Доктор Кто: Конфиденциально». Он взял у неё интервью для сайта BBC. Tай посещает театральную школу в Шеппертоне, принадлежащую его бабушке Сандре Дикинсон, и дебютировал в мае 2010 года в телевизионной рекламе для «The Great British Teddy Bear Company». Он также сыграл роль в «The Five(ish) Doctors Reboot».
В январе 2011 года несколько газет в Великобритании сообщили, что Моффетт помолвлена с актёром Дэвидом Теннантом. 29 марта 2011 года у Джорджии и Дэвида родилась дочь Олив, а в сентябре 2011 года Дэвид официально усыновил сына Джорджии Тая. Свадьба Моффетт и Теннанта состоялась 30 декабря 2011 года. В мае 2013 года родила сына Уилфреда. 9 ноября 2015 года её муж, Дэвид Теннант, объявил, что у него с супругой родилась девочка, которую назвали Дорис. 13 октября 2019 года Джорджия объявила о рождении их пятого ребёнка, девочки, которую назвали Бёрди.
Моффетт помогает благотворительной организации «Straight Talking», целью которой является просвещение молодых девушек о подростковой беременности.

## Фильмография
| Год       | Название                            | Роль                           | Примечание                              |
| --------- | ----------------------------------- | ------------------------------ | --------------------------------------- |
| 1999      | Максимум практики                   | Ники Дейви                     | 4 эпизода                               |
| 2002—2009 | Чисто английское убийство           | Эбигейл Никсон                 | 26 эпизодов                             |
| 2004      | Поединок 2                          | Сандра Биггс                   |                                         |
| 2004      | Холби Сити                          | Эмма Лентон                    | Серия «A Good Day to Bury Bad News»     |
| 2004—2005 | Там, где сердце                     | Элис Хардинг                   | 9 эпизодов                              |
| 2005      | Like Father Like Son                | Мораг Тэйт                     | 2 эпизода                               |
| 2005      | Школьные годы Тома Брауна           | Салли                          |                                         |
| 2007      | Страх, стресс и злость              | Хлоя Чадвик                    | Эпизод 6                                |
| 2007      | Чокнутый                            | Дебби Хупер                    | 4 эпизода                               |
| 2007      | Катастрофа                          | Элейн Уокер                    | Серия «Lost in the Rough»               |
| 2007      | Последний детектив                  | Таня                           | Серия «Once Upon a Time on the Westway» |
| 2008      | Моя семья                           | Пении Бишоп                    | Серия «Let's Not Be Heisty»             |
| 2008      | Доктор Кто                          | Дженни                         | Серия «Дочь Доктора»                    |
| 2008      | Призраки: Код 9                     | Кайли Роман                    | Все 6 серий                             |
| 2009      | Мисс Марпл Агаты Кристи             | Леди Фрэнсис «Фрэнки» Дервуэнт | Серия «Почему не Эванс?»                |
| 2009      | Доктор Кто: Страна грёз             | Кэсси Райс                     | Озвучивание                             |
| 2009      | Катастрофа                          | Хэзер Уайтфилд                 | 2 серии                                 |
| 2009      | Мерлин                              | Леди Вивиан                    | Серия «Sweet Dreams»                    |
| 2010      | Playhouse Live                      | Лейла                          | Серия «Hens»                            |
| 2010      | Торн: Соня                          | Софи Холланд                   | 2 эпизода                               |
| 2011      | Белый фургон                        | Эмма                           | 13 серий                                |
| 2013      | (Почти) Пять Докторов: Перезагрузка | Джорджия Моффетт               | телефильм, также продюсер               |
| 2014      | Катастрофа                          | Бриони Уитман                  | Серия «Entrenched»                      |
| 2014      | Холби Сити                          | Бриони Уитман                  | Серия «Chaos in Her Wings»              |
| 2015      | 96 способов сказать: «Я люблю тебя» | Олив                           | короткометражный фильм, также продюсер  |
| 2017      | В темноте                           | Дженни                         | Все 4 серии                             |
| 2017      | Ты, я и он                          | Элисон                         | также продюсер                          |
| 2020—2022 | Постановка                          | Джорджия Теннант               | 20 серий, также продюсер                |
| 2022      | Знакомство с Ричардсонами           | Джорджия Теннант               | 2 серии                                 |
| 2022      | Песочный человек                    | Лора Линн                      | Серия «Dream of a Thousand Cats»        |
| 2022—2025 | The Horne Section TV Show           | Эш                             | Все 12 серий                            |
| 2022—2024 | Dog Squad                           | Кика                           | Озвучивание, 12 серий                   |
| 2024      | Путь                                | Милли                          | Серия «The Wait»                        |